# گانا کالینینا
گانا کالینینا (اوکراینی: Ганна Георгіївна Калініна؛ زادهٔ ۱ مهٔ ۱۹۷۹) قایقران قایق بادبانی اهل اوکراین است.

## حرفه
وی همچنین از برندگان مدال‌های بازی‌های المپیک تابستانی ۲۰۰۴ بوده‌است.